# EHC Lustenau
EHC Lustenau (celým názvem: Eishockeyclub Lustenau) je rakouský klub ledního hokeje, který sídlí v Lustenau ve spolkové zemi Vorarlbersko. Založen byl v roce 1970 po osamostatnění oddílu ledního hokeje od SV Austrie Lustenau. Od sezóny 2016/17 působí v Alps Hockey League, středoevropské mezinárodní soutěži. Klubové barvy jsou zelená a žlutá.
Své domácí zápasy odehrává v Rheinhalle Lustenau s kapacitou 2 300 diváků.

## Získané trofeje
- Inter-National-League ( 1× )
  - 2014/15

## Přehled ligové účasti
Zdroj:
- 1973–1974: Eishockey-Nationalliga (2. ligová úroveň v Rakousku)
- 1977–1978: Eishockey-Nationalliga (2. ligová úroveň v Rakousku)
- 1981–1982: Eishockey-Nationalliga (2. ligová úroveň v Rakousku)
- 1982–1983: Österreichische Eishockey-Liga (1. ligová úroveň v Rakousku)
- 1983–1984: Eishockey-Nationalliga (2. ligová úroveň v Rakousku)
- 1984–1989: Österreichische Eishockey-Liga (1. ligová úroveň v Rakousku)
- 1989–1994: Eishockey-Nationalliga (2. ligová úroveň v Rakousku)
- 1994–1996: Österreichische Eishockey-Liga (1. ligová úroveň v Rakousku)
- 1996–2000: Eishockey-Nationalliga (2. ligová úroveň v Rakousku)
- 2000–2003: Österreichische Eishockey-Liga (1. ligová úroveň v Rakousku)
- 2003–2012: Eishockey-Nationalliga (2. ligová úroveň v Rakousku)
- 2012–2016: Inter-National-League (2. ligová úroveň v Rakousku / mezinárodní soutěž)
- 2016– : Alps Hockey League (2. ligová úroveň v Rakousku / mezinárodní soutěž)